# 纥豆陵步藩
纥豆陵步藩（？—530年），也作纥豆陵步蕃、侯豆陵步蕃，复姓纥豆陵氏，河西匈奴费也头部人。

## 生平
永安三年（530年）九月，魏孝庄帝元子攸诛杀尔朱荣后，知道尔朱氏的党羽必定会谋逆造反，于是秘密的敕令纥豆陵步藩偷袭尔朱兆的后方。纥豆陵步藩先攻击磨川，俘虏从事中郎令王纮回到河西，又率领军队攻入秀容，逼近晋阳，尔朱兆无暇在洛阳停留，回军抵御纥豆陵步藩。尔朱兆虽然勇猛刚毅，却没有计策谋略，与纥豆陵步藩交战后多次战败。纥豆陵步藩击败尔朱兆等人后，兵力日益强盛，尔朱兆向高欢请求救援，以任命高欢为晋州刺史为名义征召高欢合力进攻纥豆陵步藩。慕容绍宗反对，被尔朱兆关了几天，尔朱兆又把三州六镇的鲜卑士卒分给高欢统领。尔朱兆于是率领军队南下，避开纥豆陵步藩的锐气。纥豆陵步藩到达乐平郡。高欢心里想要消灭尔朱兆，又担心纥豆陵步藩以后难以除掉，建明元年（530年）十二月，高欢和尔朱兆全力击败了纥豆陵步藩，在秀荣的石鼓山将他斩首杀死。